# Častava
Častava je přírodní památka u Horky nad Moravou v okrese Olomouc. Správuje ji CHKO Litovelské Pomoraví. Důvodem ochrany je říční rameno řeky Moravy a rybník s břehovými porosty.